# 粉蠟筆

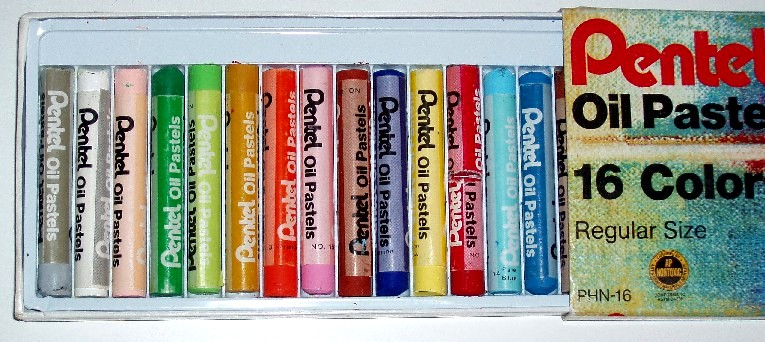
一盒粉蠟筆

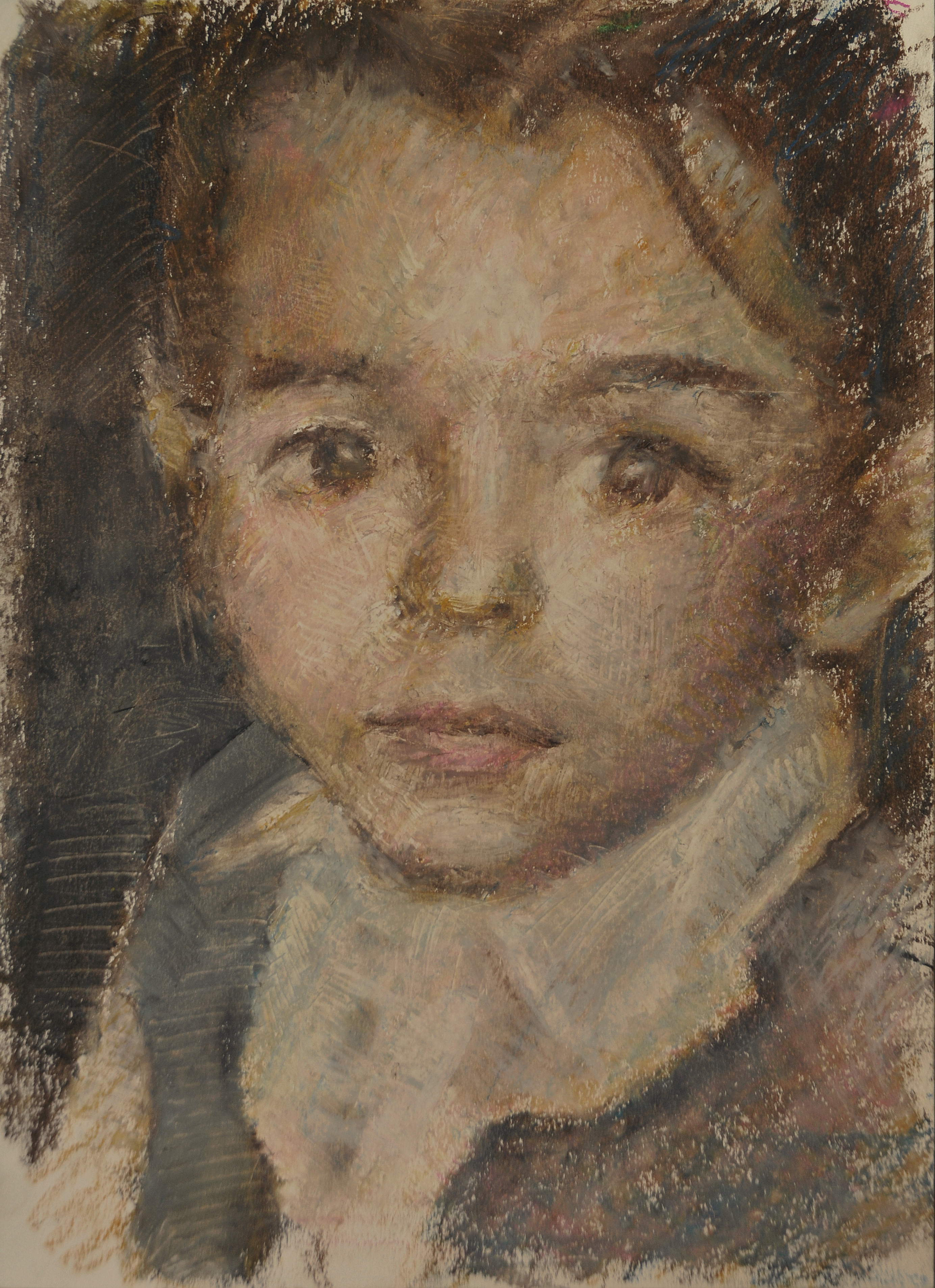
粉蠟筆繪製的兒童肖像

粉蠟筆（英語：Oil pastel），又稱油性粉彩、油粉彩，是一種繪畫工具，由顏料、蠟、油等原料所製成，沒有任何粉狀顏料，具有類似蠟筆的特點，但材質較軟，顏色較濃也較亮，可以疊色與混色，變化豐富，而且可與松節油混合彩繪，所以重塗後會產生如油畫般的效果。

## 外部連結
- The Oil Pastel Society （页面存档备份，存于）
- https://web.archive.org/web/20070716232500/http://palimpsest.stanford.edu/waac/wn/wn21/wn21-1/wn21-106.html for a discussion of the evaporation and efflorescence.
- http://www.artdesignweb.com/learn_art/drawing/drawing_oil_pastels.htm （页面存档备份，存于） for a verbatim copy of this Wikipedia article.